# Polymer Physics Prize
Der Polymer Physics Prize der American Physical Society (APS) ist ein seit 1962 jährlich für Forschungen zur Physik von Polymeren vergebener Preis. Er ist mit 10.000 Dollar dotiert (Stand 2023).
Der Preis wurde 1960 von Dow Chemical gestiftet, die bis 2017 Hauptsponsor waren. Seit 2018 wird der Preis von der APS selbst gestiftet.

## Preisträger
- 1962: Paul J. Flory
- 1963: Bruno H. Zimm
- 1964: Andrew Keller
- 1965: Peter Debye
- 1966: John D. Ferry
- 1967: Julian H. Gibbs, Edmund A. DiMarzio
- 1968: Arthur V. Tobolsky
- 1969: Charles W. Bunn
- 1970: William P. Slichter
- 1971: John D. Hoffman, John I. Lauritzen
- 1972: Anton Peterlin
- 1973: H. Douglas Keith, Frank J. Padden, Jr.
- 1974: Frank A. Bovey
- 1975: Walter H. Stockmayer
- 1976: Richard S. Stein
- 1977: Samuel Krimm
- 1978: Henri Benoit
- 1979: Erhard W. Fischer
- 1980: Marshall Fixman
- 1981: Robert Simha
- 1982: Samuel Edwards, Pierre-Gilles de Gennes
- 1983: Motowo Takayanagi, Hiroyuki Tadokoro
- 1984: William J. MacKnight, Frank E. Karasz
- 1985: Edward J. Kramer, Roger P. Kambour
- 1986: Andre J. Kovacs
- 1987: Hiromichi Kawai, Takeji Hashimoto
- 1988: Richard H. Boyd
- 1989: Eugene Helfand
- 1990: William W. Graessley
- 1991: Edwin L. Thomas
- 1992: Philip A. Pincus
- 1993: Benjamin Chu
- 1994: Hyuk Yu
- 1995: Jacob Klein
- 1996: Alan Neville Gent
- 1997: Frank Steven Bates
- 1998: Murugappan Muthukumar
- 1999: Charles C. Han
- 2000: Lewis John Fetters
- 2001: Masao Doi
- 2002: Tom Witten
- 2003: Andrew J. Lovinger
- 2004: Timothy Lodge
- 2005: Thomas Paul Russell
- 2006: Ludwik Leibler
- 2007: Glenn Fredrickson
- 2008: Kenneth S. Schweizer
- 2009: Steve Granick
- 2010: Michael Rubinstein
- 2011: Gary Grest, Kurt Kremer
- 2012: Matthew Tirrell
- 2013: Stephen Z. D. Cheng
- 2014: Karl Freed
- 2015: Mark D. Ediger
- 2016: Anna C. Balazs
- 2017: Monica Olvera de la Cruz
- 2018: Juan J. de Pablo
- 2019: Ronald G. Larson
- 2020: Kurt Binder
- 2021: Samson A. Jenekhe
- 2022: Sanat K. Kumar
- 2023: Jian Ping Gong
- 2024: Zhen-Gang Wang
- 2025: Scott Milner